# Assemblées de Dieu en Grande-Bretagne
Les Assemblées de Dieu en Grande-Bretagne (anglais : Assemblies of God in Great Britain) est une association chrétienne évangélique d'églises pentecôtistes en Grande-Bretagne.  Elle est affiliée à l’Association mondiale des Assemblées de Dieu. Son siège est situé à Mattersey, Nottinghamshire.

## Histoire
L’union a ses origines dans les débuts du pentecôtisme en Grande-Bretagne en 1907. Elle a été fondée à Birmingham en 1924. En 1946, l’association comptait 403 églises  Selon un recensement de l’association, elle aurait en 2023, 500 églises.